# Latebraria amphipyroides
Latebraria amphipyroides is een vlinder uit de familie van de spinneruilen (Erebidae). De wetenschappelijke naam van de soort is voor het eerst geldig gepubliceerd in 1852 door Guenée. De vlinder komt met name voor in zuid Texas.